# Alumel

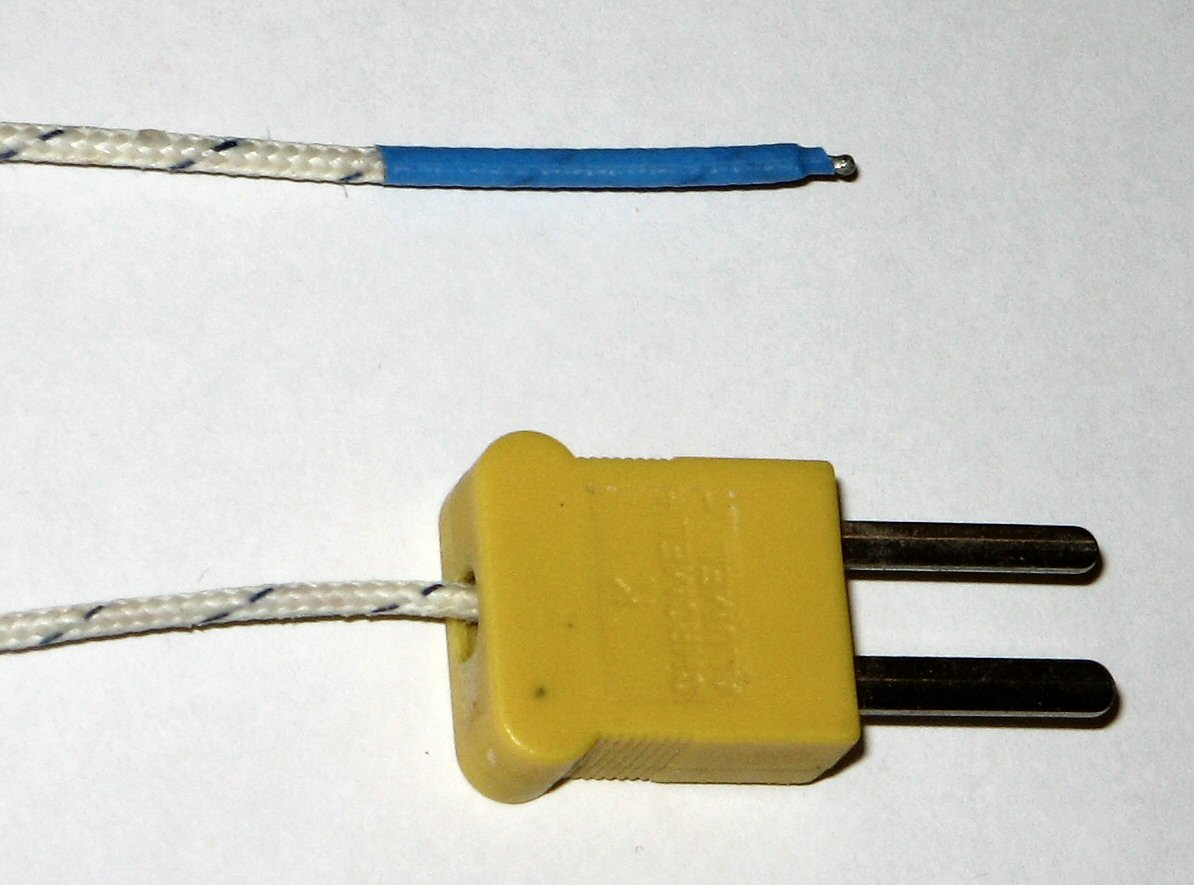
Thermocouple de type K : chromel / Alumel

L'alumel est un alliage constitué d'environ 95 % de nickel, 2 % de manganèse, 2 % d'aluminium et 1 % de silicium. Cet alliage magnétique est utilisé pour fabriquer des thermocouples et des prolongateurs de thermocouples. Alumel est une marque déposée de la Hoskins Manufacturing Company.
Propriétés de l'alumel [réf. nécessaire] :
- résistivité électrique : 0,294 μΩ m (à 20 °C)
- coefficient de température : 23,9 × 10−4 K−1
- température de fusion : 1 399 °C
- contrainte à rupture : 586 MPa
- masse volumique : 8,60 g/cm3
- coefficient de dilatation : 12,0 × 10−6 K−1
- conductivité thermique : 30 W m−1 K−1  (à 100 °C)

Dans les thermocouples, l'alumel est associé au chromel pour former des thermocouples de type K, pour en former respectivement les bornes négatives et positives dans le sens conventionnel européen.